# رؤية الهلال
رؤية الهلال هي عملية تحري رؤية ميلاد القمر الجديد الذي يحدد بداية مراقبة الشهر القمري وهو مهم جداً في تحديد أشهر السنة الهجرية والتي ترتبط الشعائر الإسلامية بها.

## هلال الشهر القمري
تبدأ عملية المراقبة بعد غروب شمس اليوم التاسع والعشرين من الشهر القمري مباشرةً، وتكون المراقبة محدودة بوقت قصير، لا يتجاوز الساعة أحيانا، ثم يختفي بعدها الهلال فلا يمكن رؤيته بعدها.
أما اتجاه النظر فيكون في جهة الغرب، قرب مغطس الشمس، إلى الجنوب قليلاً من المكان الذي يغطس فيه حاجب الشمس العلوي، ويكون من العسير رؤية القمر في أكثر الحالات وذلك بسبب قربه من الشمس وتأثره بالإضاة الناتجة عن شفق الشمس، كما أن حجم الجزء المضاء من القمر يكون ضئيلاً مما يصعب من إمكانية الرؤية.
ويفضل أن يكون الرصد في ألأماكن المفتوحة التي يظهر الأفق فيها دون معوقات كالتلال والجبال والعمران، كما يبتعد الراصد عن مصادر الإضاءة المشوشة لعملية الرصد، كما أن عوامل الطقس ونسبة الرطوبة والغبار والغيوم تؤثر على وضوح الرؤية وإمكانيات الرصد.
الهلال الذي يُتحرى في عملية الرصد هو هلال أول الشهر لا هلال آخر الشهر، ولذلك يتم التحقيق مع الشاهدين الذيين يدعيين رؤية الهلال، ويتم سؤالهما عن أوصاف الهلال للتحقق من أن هذا الهلال هو الذي نبحث عنه.

### أوصاف الهلال
- هلال أول الشهر يقع إلى الجنوب من المكان الذي غطست فيه الشمس بعد الغروب، أما هلال آخر الشهر فتستحيل رؤيته بعد غروب الشمس وإنما يغطس قبل الشمس إلى الشمال قليلاً من المكان الذي ستغطس فيه الشمس بعده.
- يكون قرنا هلال أول الشهر إلى الأعلى ويتجهان جنوباً، أما هلال آخر الشهر فان أمكنت رؤيته قبيل الغروب في جهة الغرب فإن قرناه يتجهان إلى الأسفل والشمال.